# Somena scintillans
Somena scintillans är en fjärilsart som beskrevs av Walker 1856. Somena scintillans ingår i släktet Somena och familjen tofsspinnare. Inga underarter finns listade i Catalogue of Life.